# Khoratplateau

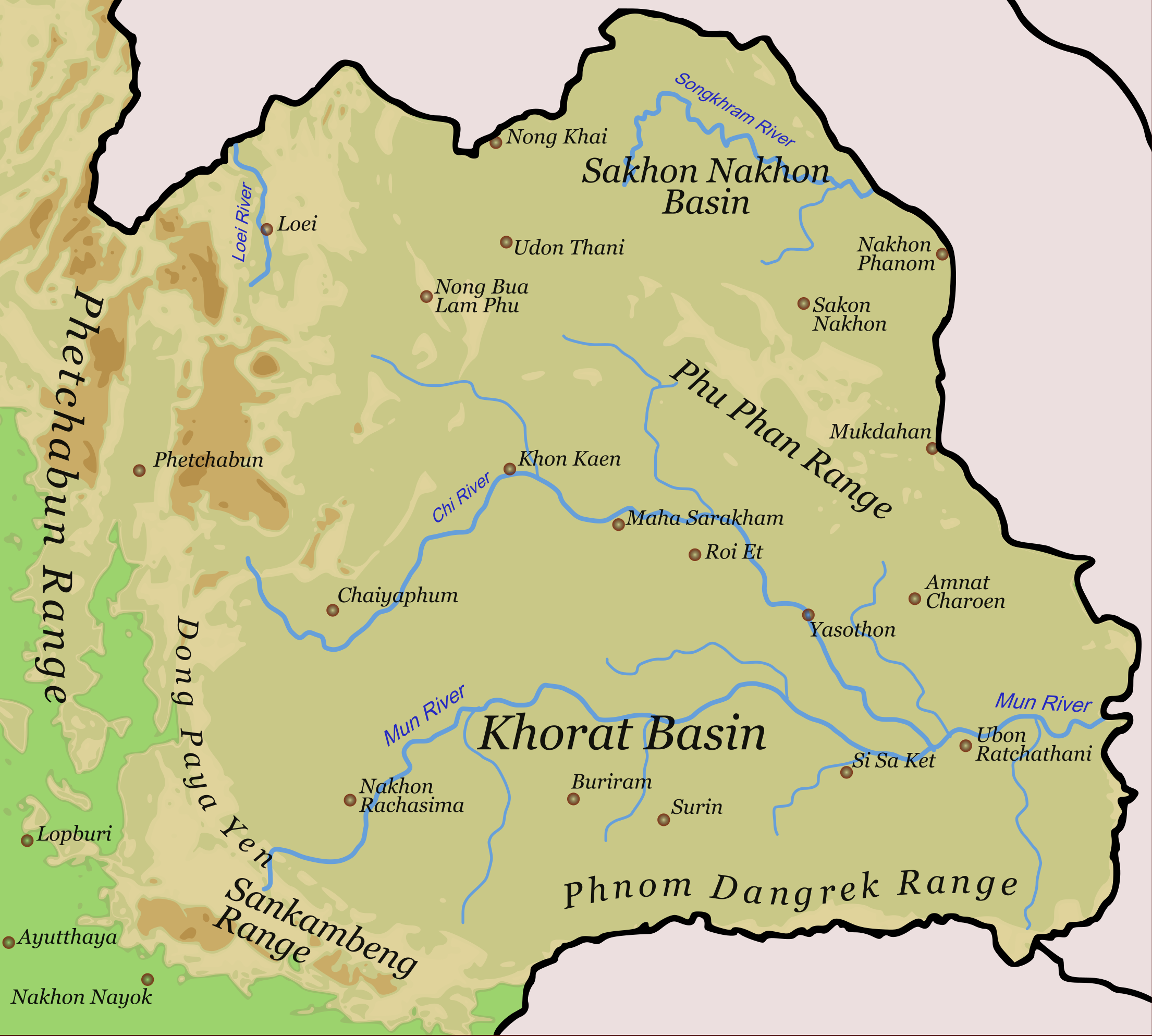
Het Noordoosten van Thailand met het Khoratplateau

Het Khoratplateau is een hoogland in de noordoostelijke regio Isaan van Thailand. Het is vernoemd naar de grootste stad op het platteland, Nakhon Ratchasima, kortweg ook wel Khorat genoemd.
De gemiddelde hoogte van het plateau is 250 meter en het gebied beslaat een oppervlakte van ongeveer 170.000 km², dit is ruim twee keer de Benelux. Het plateau loopt af naar het zuidoosten toe. Het plateau kan grofweg onderverdeeld worden in twee vlaktes: de zuidelijke Khoratvlakte en de noordelijke Sakhon Nakhonvlakte.
De belangrijkste rivieren die voor de afwatering zorgen, zijn de Mun en de Chi in het zuiden en de Loei en de Songkhram in het noorden. Al deze rivieren monden uit in de Mekong. Deze rivier vormt ook de noord- en oostgrenzen van het Khoratplateau en scheidt het daarmee af van Laos. In het westen wordt het plateau afgescheiden van Centraal-Thailand door de Phetchabunbergen en naar het zuiden wordt het afgescheiden van Cambodja door de Dongrekbergen.
De bergen in het westen en zuiden zorgen er samen met het Annamitisch Gebergte (de Truong Son Cordilliera) naar het noordoosten in Laos en Vietnam voor dat er in het gebied tijdens de zuidwest moesson minder regen valt dan in andere delen van het land. Het verschil in neerslag tussen het droge en natte seizoen is in dit gebied dan ook veel groter dan in andere delen van Thailand. Hierdoor en door de overbelasting van de landbouw is de grond verzuurd en is het gebied minder vruchtbaar dan de rest van Thailand.